# Casa Delfí
Casa Delfí és una obra de Tàrrega (Urgell) protegida com a Bé Cultural d'Interès Local.

## Descripció
Edifici entre mitgeres de planta baixa i dos pisos, amb la façana principal configurada en tres eixos verticals. La planta baixa, que queda endarrerida respecte de la resta de pisos, està constituïda per la porta d'accés a l'immoble, d'arc pla, així com per diverses obertures rectangulars que formen part d'un local d'ús comercial. Aquest pis està precedit per un porxo format per tres pilars de secció quadrangular, els quals, al seu torn, configuren dues grans obertures rectangulars.
Cadascun dels dos pisos superiors presenten tres obertures ubicades de manera simètrica. Cada una d'elles és d'estructura rectangular, té un emmarcament en pedra i s'obre a un balcó individual amb voladís, de ferro forjat i estil senzill. El balcó central del primer pis és de majors dimensions que la resta i presenta elements decoratius esfèrics als dos vèrtexs, com els altres dos balcons de la mateixa planta. La part superior de la façana està decorada per una franja d'esgrafiats blancs que dibuixen motius florals i que, a més, queden trencats en tres trams per petites obertures rectangulars amb gelosies de motius vegetals. Corona la façana una cornisa ricament decorada amb permòdols i una sanefa que combina esferes i una línia curvilínia.
El parament té un acabat amb estucat que imita carreus regulars disposats en filades, i els dos pisos superiors estan separats visualment per línies d'imposta amb una franja buixardada a sobre.